# Berg Sokkesson
Berg Sokkesson, död 1345, var en isländsk präst.
Berg Sokkesson, som var abbot i Munkaþverá kloster, utmärkte sig som översättare, i synnerhet av legender (till exempel den helige Nikolaus saga), samt som talare och musiker. Ytterst ovisst är, om han, såsom förr allmänt antagits, haft någonting att skaffa - vare sig som samlare eller bearbetare - med den på kompilation av allehanda äldre källor beroende mycket vidlyftiga Olav Tryggvasons saga, som bevaras i flera handskrifter, bland annat den i Stockholm befintliga, med orätt efter Berg Sokkesson uppkallade, "Bergsboken", nedskriven omkring 1400.